# Osservatorio Sonnenborgh
Sonnenborgh è il nome del bastione sud-orientale della fortificazione storica della città di Utrecht, nei Paesi Bassi. Ha ospitato l'osservatorio astronomico dell'Università di Utrecht, oggi utilizzato e condiviso con il museo dell'ateneo. Nel 2021 la struttura è stata classificata "Sito storico" dalla Società Europea di Fisica (EPS).

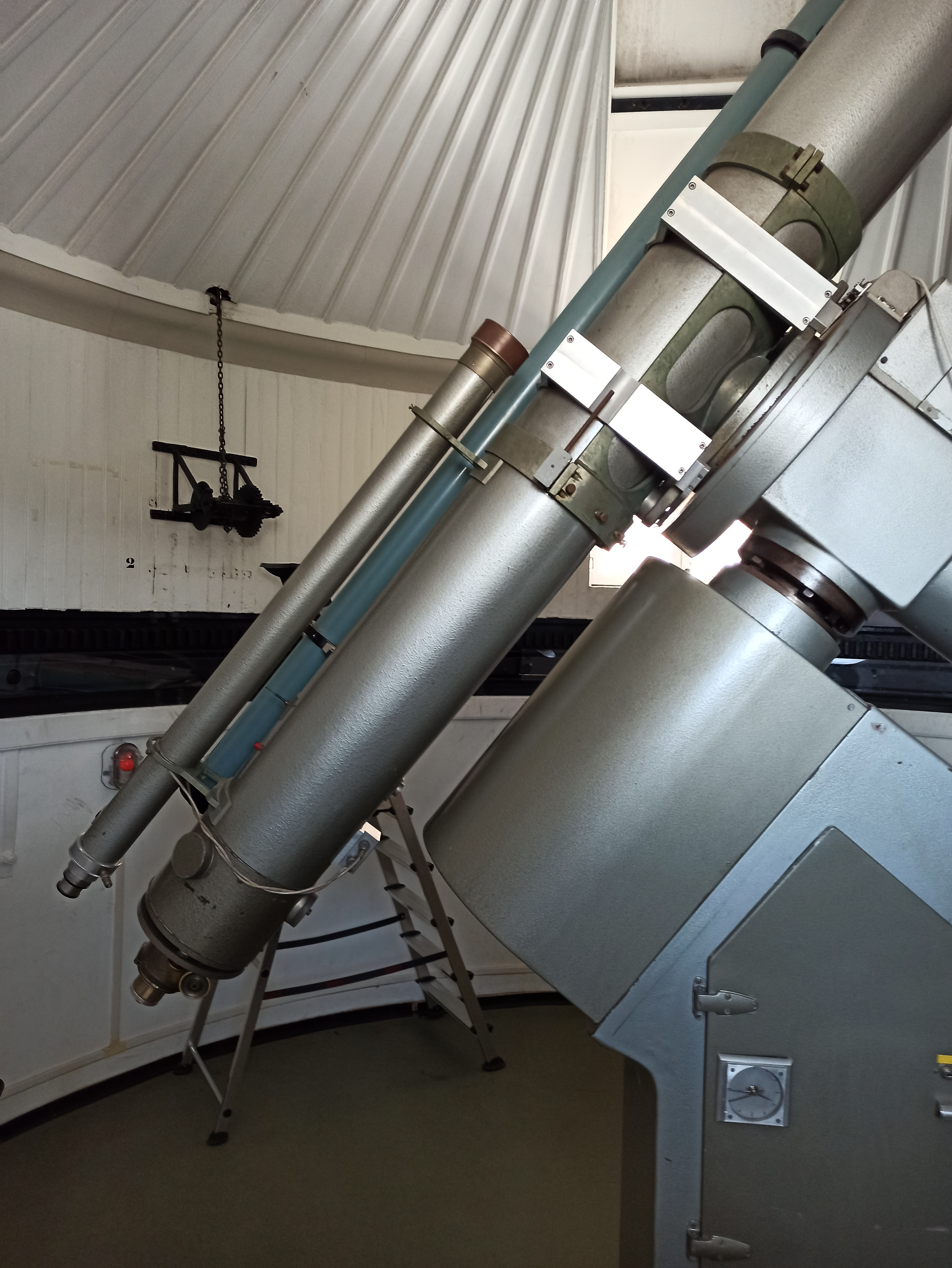
Telescopio da 26,1 cm del 1863, originariamente realizzato da Steinheil. Nel 1888 la lente venne sostituita da una Merz.

## Storia
Il Bastione Sonnenborgh fu costruito nel 1552 per conto dell'imperatore Carlo V come parte della fortificazione della città di Utrecht, che ospitò successivamente istituzioni scientifiche. L'Università di Utrecht utilizzò il bastione dal 1639 come giardino botanico. Nel 1695 il comune di Utrecht finanziò un laboratorio per il chimico Johann Conrad Barchusen, primo studioso a insegnare la chimica come materia specifica. Reperti del suo primo laboratorio chimico furono trovati durante lavori di restauro effettuati nel 2001.
Nel 1840, lo studioso olandese Christophorus Buys Ballot allestì una cantina dell'edificio per le sue osservazioni meteorologiche e nel 1853 fondò l'osservatorio di Sonnenborgh che fu anche sede, dal 1854 al 1897, dell'Istituto reale olandese di meteorologia. Dal 1937 al 1963 l'osservatorio fu diretto da Marcel Minnaert che risiedeva nell'edificio. Successivamente è stato diretto da altri soggetti tra cui Cornelis de Jager, allievo di Minnaert e da Christoph Keller, astronomo svizzero.

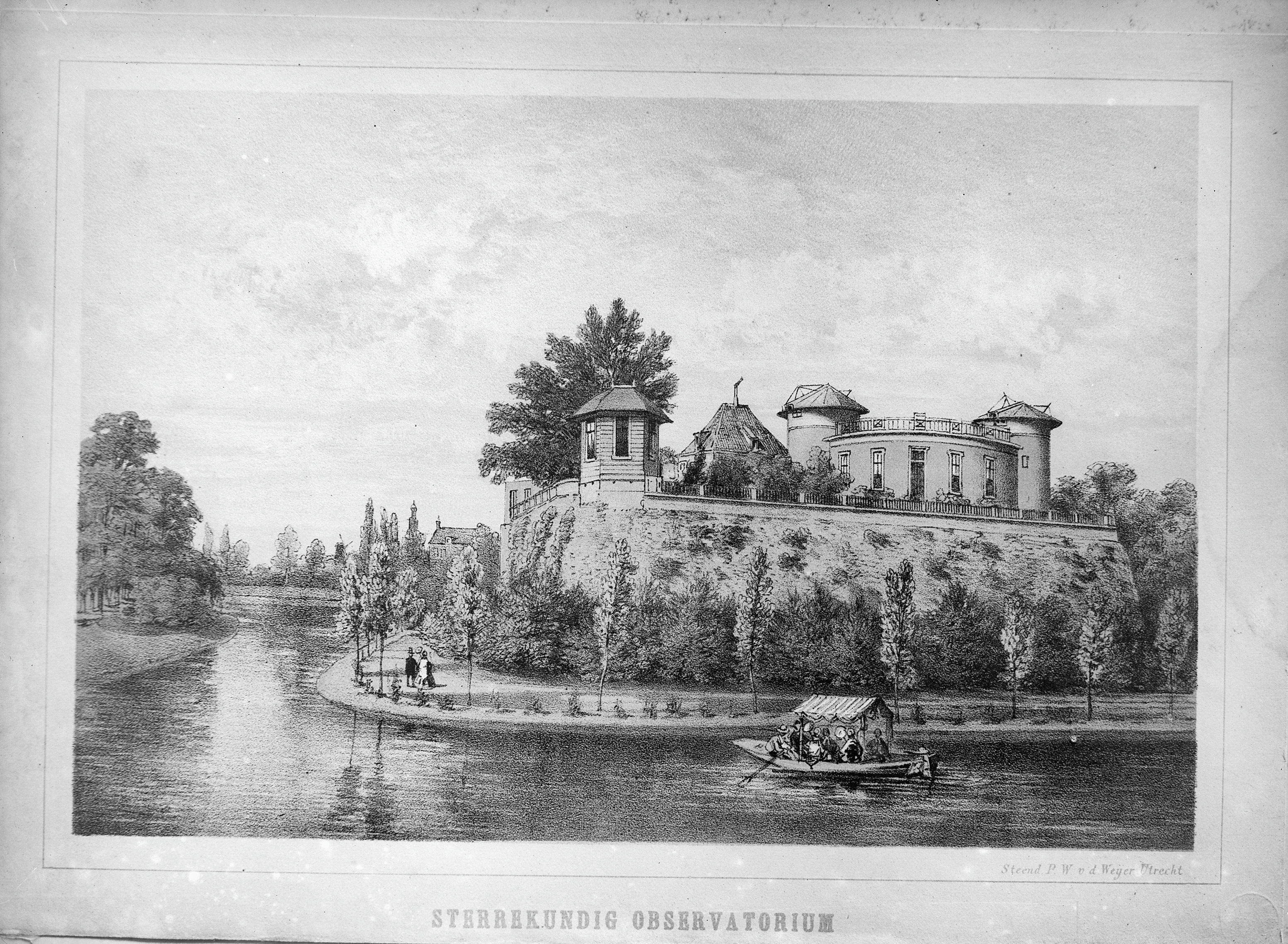
L'osservatorio Sonnenborgh. Litografia, 1925

## Museo e osservatorio
Il Museo e osservatorio Sonnenborgh (in olandese Sonnenborgh - museum & sterrenwacht) rappresenta una combinazione unica di museo scientifico-militare. La fortificazione ha mura spesse tre metri difese da casematte. Nel 1940 con un celostato fu creato l'Atlante solare di Utrecht, un atlante fotometrico dello spettro solare utilizzato in molti osservatori moderni. Nella torre nord è presente un telescopio installato nel 1826 di tipo Fraunhofer con un filtro-H-α di Bernard Lyot, Nella torre orientale a cupola sono presenti strumenti più recenti ad uso amatoriale quali un rifrattore acromatico e un telescopio riflettore Celestron-14 per l'osservazione notturna di pianeti e nebulose. Dal 1863 la struttura è stata dotata di un telescopio di 260 mm costruito da Steinheil.Tra la torre nord e sud si trova un cerchio meridiano. Il museo è dotato di una biblioteca, un auditorium e uno spazio cicloidale, utilizzato per mostre temporanee.
L'asteroide 10962 Sonnenborgh prende il nome dall'osservatorio.